# Nychiodes quettensis
Nychiodes quettensis là một loài bướm đêm trong họ Geometridae.